# Fate/Prototype
Fate/Prototype (укр. Доля/Прототип) — фентезійна OVA, дайджест оригінальної версії Кіноко Насу про Fate/stay night, що він розвивав, як роман у школі до повного його перегляду як візуального роману. Це дванадцять хвилин аніме-сегментів, випущені разом з 3 сезоном Carnival Phantasm та які включають в себе Prototype Material. Оригінальними персонажами та головними героями спочатку були Аяка Садзьо та Сейбер чоловічої статі, перш ніж їх замінили на Шіро Емію та Сейбер жіночої статі.

## Сюжет
Диктор. «Мертві залишаються мертвими. Загублені речі — втраченими. Яким би воно не було, диво здатне вплинути лише на живе».
Фрагмент перший. У метро зустрічаються два противника по Битві за Святий Грааль. Їх розділяє лише колія метрополітену. Другий з них, Слуга класу Арчер, зауважує власнику святого меча, що вони не бачилися сім днів. Оскільки Сейбер промовчав, Арчер називає його похмурим типом і каже, що ще три дні — і Садзьо Аяко помре. Але Арчер показує Артуру мікстуру в своїх руках і, дратуючи, підбиває його відібрати протиотруту. Ворогів розділяє в цей час потяг, можна помітити, як на його фоні Сейбер й Арчер змінюють свій зовнішній вигляд на лицарський. Як тільки потяг проїжджає, Сейбер зі світлим мечем в руках кидається в битву.
Фрагмент другий. На кладовищі в дощовий день, в річницю батька та старшої сестри, біля могили стоїть молода дівчина в окулярах. Показуються короткі моменти її життя: як вона снідає; робить спробу вбити голуба столовим тесаком, але замість чого розплачується власною кров'ю (точніше, великим пальцем правої руки); ходить у школу. Літній друг її родини говорить їй про те, що дівчині вдасться відновити бій. Школярка каже, що вона не хоче зв'язуватися зі Святим Граалем, на що чоловік відповідає, що в неї немає вибору.
Фрагмент третій. Садзьо кричить, що вона не хоче вступати у війну. Проте незабаром в її будинку на неї нападає Лансер. Слуга розуміє, хто перед ним — чорнокнижниця, яка використовує чорну магію. Лансер наздоганяє дівчину і протикає її списом. У той же момент сад освітлюється яскравим світлом. Слугу відкидає ударною хвилею. Аяко прикликає молодого високого захисника класу Сейбер. На агресивний крик Лансера юнак відкидає його новою ударною хвилею, від якої навіть ламається спис ворожого слуги.
Диктор. "Настане північ, і з'являться непрохані гості. Навіть Святий Грааль … ". У короткому огляді показуються інші слуги у війні за Святий Грааль та їх майстри.
Фрагмент четвертий. Сейбер розповідає маленькій дівчинці про Святий Грааль, з якою він сидить за столом і п'є чай.
Фрагмент п'ятий. Поранений Сейбер лежить на землі, а на вежі знаходиться Арчер, який дивиться вниз. Він атакує Артура, від чого незрозуміла аура поширюється по всьому місту. Артур з криком «Екскалібур!» завдає удару у відповідь — вибухова хвиля знищує все навколо.
Фрагмент шостий. Фактичне продовженням третього фрагмента. Сейбер представляється Саджи Аяко, що він її служитель і охоронець.
Фрагмент сьомий. Після титрів маленька дівчинка крутиться навколо себе і каже, що вона вірить у повернення Сейбер — «Люблю тебе, мій принц, єдиний і неповторний!»

## Персонажі
Ролі в Fate/Prototype також відрізняються від Fate/Stay Night, хоча б тим, що всі майстри — жіночої статі.
- Кана Ханадзава — Аяко Садзьо, майстер Сейбер
- Такахіро Сакурай — Слуга класу Сейбер, Артур Пендрагон
- Юічі Накамура — Слуга класу Арчер, Гільгамеш
- Казуя Накаї — Слуга класу Лансер, Кухулін
- Хіві Сайто — Місая Райрокан, майстер Лансера
- Мегумі Огата — майстер Райдера
- Мамору Міяно — Слуга класу Райдер, Персей
- Такехіто Коясу — Санкурайдо Фаан
- Акі Тойосакі — Аяко Садзьо
- Хірокі Тоучі — батько Садзьо

## Виробництво
В OVA показані сім фрагментів раннього роману Кіноко Насу, написаного ще в школі, який він потім радикально переробив і разом з Такасі Такеуті втілив у візуальну новелу Fate/stay night. Як сказав Такеуті: «У Насу були задумка і фінал, але не було самої історії». Тим не менш, авторам стало шкода «викидати старі ідеї», тому до третього сезону Carnival Phantasm була прикладена коротка OVA, змонтована у вигляді трейлера неіснуючого фільму.
На відміну від Fate/stay night прототипом майстрів є так звані «магістри», які названі відповідно до ангельської ієрархії, починаючи з 7-го порядку та вище (Князь, Силач, Чеснота, Домініон, Трон, Херувим, Серафим).
Зміну статі і «апгрейд» головних героїв FSN автори провели, щоб не потрапити у вузьку нішу Отоме-ігор. У підсумку Аяка поділилася зовнішністю і характером з Рін і Сакурою, але основним прототипом Рін стала Місайя. Образ прото-Сейбера використаний в дизайні сера Гавейна з фіналу FSN, Арчер-Гільгамеш і Лансер потрапили в новий сюжет без особливих змін, а прото-Райдер потім майнув лише в Hollow Ataraxia. Старша сестра Аяко по імені Манако, діюча в четвертій і останній сценах OVA, стала прообразом Ілліі.
Як видно з чорно-червоних схем, показаних в OVA, спочатку автор хотів використовувати класифікацію Майстрів, схожу з іудео-християнською ангельською ієрархією, але потім вирішив не ускладнювати сюжет.
У 2013 з дозволу авторів ідеї письменниця Хікару Сакурай почала за мотивами «Прототипу» цикл ранобе «Етюди в блакитному і срібному».